# Morbayassa
Pour plus de détails, voir Fiche technique et Distribution.
Morbayassa ou Mörbayassa, le serment de Koumba, est un long métrage dramatique sorti en 2014, réalisé par le cinéaste guinéen Cheick Fantamady Camara,.

## Synopsis
Ce film, nous relate la vie de Bella, une belle Guinéenne danseuse dans un cabaret de Dakar au Sénégal. Qui menait une vie prostituée sous l’emprise d’un réseau de proxénètes dirigé par Kéba. Elle fait tout pour échapper à sa situation afin de retrouver sa fille qu'elle a dû abandonner au Mali.

## Fiche technique
- Titre original : Morbayassa
- Titre français :
- Réalisateur : Cheick Fantamady Camara
- Scénario : Cheick Fantamady Camara et Marc Gautron
- Production : Annabel Thomas

## Récompenses
- 2015 : SIFF - Seattle International Film Festival, USA
- 2015 : 24e FESPACO - Festival Panafricain du cinéma de Ouagadougou[5]